# Пам'яті Стреляєвої
Пам'яті Стреляєвої — середньоранній, столовий сорт винограду.

## Походження
Виведений селекціонерами Абдєєвою М. Р., Майстренко Н. В., Стреляєвою Л. М. у Башкирському НДІ сільського господарства на основі 'Мадлен Аджевін', 'Перлина Саба', 'Шасла Біла', 'Мелангр Ранній'. Названий на честь селекціонера Стреляєвої Л. М. Включений у Державний реєстр селекційних досягнень за 1-12 регіонах.

## Характеристика сорту
Сорт 'Пам'яті Стреляєвої' середньоранній, столового напряму використання.
Молоді пагони сильно опушені, мають закриті верхівки без антоціану в забарвленні. Однорічні пагони після достигання стають гладкими, жовтувато-коричневими. Пагони мають середню силу росту. Молоді листки зверху зелені, з середньої густоти опушенням повстяного типу. Листя, що сформувалося, набуває округлої форми з 3-ми частками. Середньої довжини зубці мають опуклі сторони. Знизу листок вкритий середньої густоти повстяним опушенням.
Квітки двостатеві, кетяги великі і щільні, середньою масою 240 г. Округлі ягоди вагою 2,1—2,4 г з соковитою м'якоттю, вкриті світло-зеленою шкіркою, легко відокремлюються від плодоніжок.
Склад ягід: цукор 10,7 %, кислоти 1,04 %, вітамін С 8,1 мг/%.
Дегустаційна оцінка свіжого винограду 8,3 бали.
Урожайність 120 ц/га. Сорт стійкий до низьких температур, хворобами і шкідниками не уражається.